# Georg Lisiewski

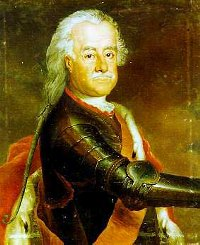
Portret księcia Leopolda von Anhalt-Dessau

Georg Lisiewski właściwie Jerzy Lisiewski (ur. 1674 w Olesku, zm. 6 stycznia 1750 w Berlinie) – malarz polskiego pochodzenia działający w Królestwie Prus.
Urodził się w Olesku, niewielkim miasteczku na Ukrainie, w Berlinie pojawił się w 1692 i pozostał do śmierci. Malował wyłącznie portrety, indywidualne i zbiorowe. Jego klientami byli pruscy arystokraci i książęta, król Fryderyk Wilhelm I mianował go swoim nadwornym portrecistą.
Lisiewski był protoplastą licznej rodziny malarzy portrecistów. Jego syn Christoph Friedrich Reinhold (1725–1794) oraz córki Anna Rosina (1713-1783) i Anna Dorotea (1721–1782) byli cenionymi artystami i pracowali na dworach książąt pruskich, w Holandii i we Francji.
W zbiorach Muzeum Narodowego w Warszawie znajduje się jego obraz Portret Friedricha von Tettau.